# مقاطعة سموليان
مقاطعة سموليان (بالبلغارية: Област Смолян)‏ وهي أوبلاست (مُقاطعة) تقع جنوب بلغاريا. وهي إحدى المُقاطعات الـ28 في بلغاريا. تقع فيها جبال رودوب، ولها حدود مُشتركة مع اليونان في الجنوب. سُميت المقاطعة على اسم عاصمتها وأهم مُدنها سموليان. تبلُغ مساحة المقاطعة 3,192.8 كم². وقُسمت المقاطعة لـ10 بلديات، بعدد سكان 121,572 نسمة سنة 2011.

## الموقع
موقع المقاطعة بين مقاطعات بلغاريا:

## أعلام
- فلاديمير أوروتشيف